# Золотой ключик (математический конкурс)
Конкурс «Золотой ключик» — заочный конкурс по математике для школьников, проводимый Электронной школой Знаника (до 2014 года — еФТШ и МФТИ) в рамках реализации программы «Математика для всех» обычно зимой. Ориентирован на учеников 4—9 классов. В конкурсе предлагаются для решения нестандартные и интересные задачи. На Украине конкурс проводится с 1998 года, с 2012 года проводится в России.

## Особенности конкурса
Составители условий стараются использовать в конкурсе задачи, которые демонстрируют применение математики для решения проблем, с которыми участник может столкнуться в своей повседневной жизни. Задания конкурса состоят из двух частей. Решение 10 заданий первой части сводится к выбору правильного ответа из числа предложенных. Решение 10 задач второй части нужно оформить со всеми необходимыми пояснениями и обоснованиями. Каждое решение проверяется и оценивается. Подводя итоги, жюри учитывает обоснованность рассуждений, полноту решения и его оригинальность.
Задания оформляются на специальных бланках, переводятся в электронную форму и отправляются через Интернет.
После проверки работы, участник может видеть свои работу, комментарии к ней и её оценку.

## Конкурс в 2012 году
В конкурсе «Золотой ключик» в 2012 году приняло участие более 10 тысяч участников из 755 населенных пунктов 75 регионов России. 600 победителей получили дипломы 1, 2 и 3 степеней, похвальные грамоты.